# GestióIP
GestióIP ist eine automatisierte IP Address Management (IPAM) Software. Sie ist web-basiert und dient zur Verwaltung von IP-Netzwerken und IP-Adressen. Die Software ist sowohl für kleine Unternehmen mit wenigen Netzwerken als auch für große Organisationen mit hunderten, auf verschiedene Standorte verteilte Netzwerke geeignet. GestióIP integriert des Weiteren eine VLAN-Verwaltung. Es handelt sich um eine freie Software, die unter der GPLv3 lizenziert ist.

## Arbeitsweise
Initialisierung der Datenbank
Die Datenbankinitialisierung kann durch automatische Erkundungsprozesse für Netzwerke, Host und VLANs, durch den Import von Tabellenkalkulationsblättern (Spreadsheets) und/oder manuell erfolgen.
Aktualisierung der Daten
Die Software verfügt über Scripte die periodisch die IT-Infrastruktur scannen und Änderungen in die Datenbank aufnehmen können. Diese Scripte werden über den Cron-Daemon gesteuert.
Benutzung
GestióIP bietet zum Auffinden von Daten Suchfunktionen, die Internet-Suchmaschinen äquivalente Ausdrücke unterstützen. Verschiedene Werkzeuge erlauben Manipulationen von Netzwerken wie Verkleinern/Vergrößern, Teilen oder Zusammenfassen. Weitere Funktionen sind u. a. ein integrierter Subnetz-Kalkulator, Exportfunktionen der Daten in das CSV (comma separated values) Format, Statistiken und volle Auditierbarkeit. Durch vom Benutzer definierbare Spalten kann die Software auf die individuellen Bedürfnisse einer Organisation angepasst werden.
Die Software bietet ein Tool, mit dem für die verwalteten Netzwerke automatisch DNS Zone Files erstellt werden können (für BIND und djbdns).
Durch den integrierten „IPv6 Migrator“ besteht die Möglichkeit, aus den verwalteten IPv4 Netzwerken automatisch verschiedene IPv6 Adressen Pläne zu erstellen.
Aktuell werden die folgenden Sprachen unterstützt: Chinesisch (traditionell und vereinfacht), Deutsch, Englisch, Französisch, Holländisch, Italienisch, Katalanisch, Portugiesisch, Russisch und Spanisch.

## Technische Details
GestióIP ist in Perl programmiert und beruht auf CGI-Scripten, die unter einem Apache HTTP Server installiert werden. Backend ist eine MySQL-Datenbank. Es läuft generell unter Unix-ähnlichen Systemen, die skriptunterstützte Installation ist jedoch für Linux ausgelegt. Die Erkundungsfunktionen basieren auf SNMP, Reverse-DNS-Lookups und ICMP-Echo-Requests („Ping“). Die SNMP-basierte Erkundung arbeitet in Teilen mit dem Perlmodul SNMP::Info. Die Authentifizierung beruht auf Apaches mod_auth und unterstützt damit vielfältige Authentifizierungsmechanismen wie Lokale Benutzer/Gruppen, MS-Active Directory, LDAP, Kerberos und andere.